# Фернелмон
Фернелмон (на френски: Fernelmont) е селище в Южна Белгия, окръг Намюр на провинция Намюр. Населението му е около 6700 души (2006).